# نرغسي (سبيدار)
نرغسي (بالفارسية: نرگسی) هي قرية تقع في إيران في قسم سبیدار الريفي. يقدر عدد سكانها بـ 45 نسمة بحسب إحصاء 2016.